# 406 î.Hr.

## Evenimente
- Armata romană începe un asediu de zece ani al orașului Veius.

## Arte, științe, literatură și filozofie
- Sofocle scrie tragedia Oedip la Colonos.

## Decese
- Euripide, dramaturg atenian (n.c. 480 î.Hr.)
- Sofocle, poet și dramaturg atenian (n.c. 496 î.Hr.)